# Enuff Z'Nuff
Enuff Z'Nuff (se pronuncia algo así como Enough's enough) es una banda estadounidense, de rock originaria de Chicago, y fundada por Donnie Vie(vocalista, guitarra, teclado) y Chip Z'nuff (bajo eléctrico, vocalista). Este grupo es conocido sobre todo por éxitos como Fly High Michelle y New Thing.
Enuff Z'Nuff lleva grabando y dando conciertos a lo largo de más de 30 años, tras los cuales han editado 13 álbumes de estudio y un total de 21 CD hasta la fecha. Sus canciones han sido versionadas por músicos como Paul Gilbert, The Tuesdays, The Wildhearts o Maroon 5. 
Han hecho apariciones en emisoras de radio y programas de televisión como el de David Letterman, Howard Stern o la misma MTV. Además, han lanzado trabajos en todo tipo de discográficas, desde compañías independientes hasta las grandes como Atco Records o Arista Records.

## Historia
Enuff Z'Nuff se formó en 1985, pronto creció en vivo como teloneros de Poison y después de su primera maqueta fueron grabando canciones, algunas de las cuales se publicaron oficialmente muchos años después. La banda del primer sencillo, "Fingers On It", recibió cierto reconocimiento cuando se presentó en 1986 la película de culto Henry: Retrato de un asesino en serie. 
En 1989, lanzaron su primer álbum, auto-titulado en la compañía discográfica Atco Records, con los miembros fundadores.- Donnie Volland y Jesús Chip Z'Nuff se unió el guitarrista Derek Frigo y el baterista Marc Cream. Había dos pequeños éxitos en esta grabación de debut con la psicodelia pop rock destacando las canciones "New Thing" y "Fly High Michelle", que recibió constante tanto en la radio o en la cadena de MTV. La banda de Glam Rock fue muy importante en la aparición de los vídeos de parodia en MTV de los Beavis and Butt-Head. 
Para su siguiente álbum de 1991 fue lanzado como el nombre de Strength, los miembros trataron de bajar su excesiva imagen de glamour. El álbum tuvo buenas críticas, incluida la revista Rolling Stone, que nombró al grupo "La banda caliente del año". hubo vídeos promocionales entre ellos se destacaron "Mother Eye's" y "Baby Loves You", así como una aparición enThe Late Show with David Letterman. Sin embargo, este segundo álbum no vendió casi, así como el primero. 
La disquera en la que grababan andaba en quiebra, pero poco después de este problema, la banda fue llamada por Clive Davis Arista Records etiqueta para su álbum de 1993 Animals With Human Inteligence. Este debut, al igual queStrenght, recibió algunas críticas, pero en última instancia, no comercial. Antes del lanzamiento del álbum, el baterista Bart Hernandez deja la banda para unirse a Vince Neil como solista ya que fue expulsado de Mötley Crüe pero tiempo después regresa a la banda de Michael Jackson. Fue sustituido por el residente de Nueva Jersey y ex "Peace and War" el baterista Ricky Parent. Después Enuff Z'Nuff se bajó de Arista, guitarrista Derek Frigo se retira de la banda. A pesar de estos problemas, la banda ha seguido de gira y grabando hasta la actualidad, la liberación de varios álbumes en sellos independientes, y también la búsqueda de una sólida fanbase extranjero. La banda también ha hecho apariciones regulares en la mitad de los años 1990 y 2005, sobre la Howard Stern radio show pronto dejaron de telonear a Poison para seguir giras con L.A. Guns. 
El cantante y compositor Donnie Volland abandona el grupo en 2002 para iniciar una carrera en solista. Enuff Z'Nuff seguía en ausencia como una 3-piezas con su guitarrista Johnny Mónaco el cual reemplazaba la voz de Donnie. En 2003 la banda decidió volver a juntarse con sus miembros originales Donnie Volland en la voz y guitarra Jesús Chip Z'Nuff en el bajo, Derek Frigo en la guitarra y Marc Cream en la batería, pero una tragedia ocurrió en el mismo año, el exguitarrista Derek Frigo fue encontrado muerto en la calle por una sobredosis de drogas a la edad de 37. Otra tragedia golpeó a la banda cuando el baterista de la banda de Ricky Parent tiempo después perdió su batalla contra el cáncer murió en octubre de 2007. Parent había estado con la banda aproximadamente 13 años.

## Regreso a las andadas
En 2006, los miembros originales, Chip Z'Nuff y Donnie Volland, volvieron a realizar un piloto de la VH1 reality show muestran,Bands On The Run. El espectáculo del episodio del piloto nunca emitido. Sin embargo, durante ese tiempo, la banda se vuelve a unir celebrando con sus primeras sesiones de grabación para su 13 º álbum de estudio titulado provisionalmente Dissonance. El CD incluirá actuaciones de la ex - guitarrista de Ozzy Osbourne y Geezer Butler Jake E. Lee y el ex - baterista original Guns N'Roses Steven Adler.
Chip Z'Nuff apoyo en el bajo a Steven Adler para unas giras de Adler's Appetite en todo el 2007.
Actualmente existe Enuff Z'Nuff pero con 2 miembros originales.

## Actualidad
En el 2008 la banda se vuelve a unir celebrando con sus primeras sesiones de grabación para su 12º álbum de estudio titulado provisionalmente Lost in Vegas. Poco tiempo después el mismo año logran grabar su 13º álbum llamado "Dissonance" El CD incluirá colaboraciones de la ex - guitarrista de Ozzy Osbourne y Badlands Jake E. Lee y el ex - baterista original de los Guns N'Roses Steven Adler.

## Miembros

### Miembros actuales
- Chip Z'Nuff - bajo y coros (1984–presente)
- Marc Cream - batería, percusión(2006–presente)
- Tomas Stoffregan - guitarra líder (2008–presente)
- Cooper Perez - Teclado (1999-presente)

### Antiguos miembros
- Donnie Vie - Voz líder, piano, teclados y guitarra rítmica (1984–presente)
- Derek Frigo (†) - guitarra líder (1987–1994)
- Bart Hernandez - batería (1987–1992)
- Gino Martino - guitarra líder (1984–1987, 1994–1995)
- Ricky Parent (†) - batería (1993–2004)
- Johnny Monaco - guitarra líder (1996–2008), voz líder (2002–2008)
- B.W. Boeski - batería (1984–1987)
- Alex Kane - guitarra líder (1987)

### Miembros de gira
- Eric Donner - batería (2004–2005)
- Chad Stewart - batería (2006)
- C.J. Szuter - guitarra líder (2008)

## Discografía
- Enuff Z'Nuff (1989)
- Strength (1991)
- Animals with Human Intelligence (1993)
- 1985 (1994)
- Donnie and Chip: "Brothers" (1994)
- Tweaked (1995)
- Peach Fuzz (1996)
- Seven (1997)
- Paraphernalia (1999)
- 10 (2000)
- Welcome To Blue Island (2002)
- ? (2004)

- Lost in Vegas (2008)
- Dissonance (2008)
- Covered in Gold (2014)
- Clowns Lounge (2016)

## Discografía en vivo
- Live (1998)
- One More For The Road (2005)
- Extended Versions (2006)
- Sold Out (2007)

## Recopilatorios
- Favorites (2004)
- Greatest Hits (2006)